# 诺阿伊
诺阿伊（法語：Noailly，法語發音：[nɔaji]）是法国卢瓦尔省的一个市镇，位于该省北部，属于罗阿讷区。

## 地理
诺阿伊（46°8'7"N, 4°0'45"E）面积31.45 平方千米，位于法国奥弗涅-罗讷-阿尔卑斯大区卢瓦尔省，该省份为法国中南部省份，北起顺时针与索恩-卢瓦尔省、罗讷省、伊泽尔省、阿尔代什省、上盧瓦爾省、多姆山省和阿列省接壤。
与诺阿伊接壤的市镇（或旧市镇、城区）包括：默莱、维旺、拉贝尼松迪约、布列农、马布利、圣福尔热-莱斯皮纳斯、圣日耳曼-莱斯皮纳斯、圣罗曼拉莫特。

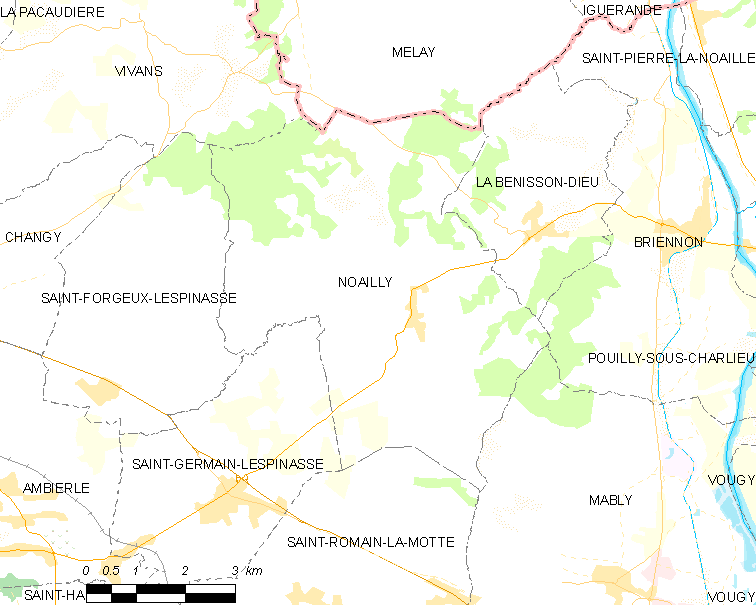
诺阿伊的OSM定位图

诺阿伊的时区为UTC+01:00、UTC+02:00（夏令时）。

## 行政
诺阿伊的邮政编码为42640，INSEE市镇编码为42157。

## 政治
诺阿伊所属的省级选区为勒奈松县。

## 人口

1962-2008年间诺阿伊人口变化图示

诺阿伊于2022年1月1日时的人口数量为814人。

## 交通
卢瓦尔省省道D4线和D27线在镇中心交汇，D35线经过境内东北部。